# 710e division d'infanterie
La 710e division d'infanterie (en allemand : 710. Infanterie-Division ou 710. ID) est une des divisions d'infanterie de l'armée allemande (Wehrmacht) durant la Seconde Guerre mondiale.

## Historique

### Créations
La 710. Infanterie-Division est formée le 2 mai 1941, en tant que division statique d'occupation à Hambourg dans le Wehrkreis X en tant qu'élément de la 15. Welle (15e vague de mobilisation).
Elle est transférée en Norvège dans la région d'Oslo pour relever la 163. Infanterie-Division en juin 1941 où elle sert de force d'occupation et de sécurité, ainsi qu'à la défense côtière affecté au LXX. Armeekorps de l'Armee Norwegen.
Fin novembre 1944, elle est au Danemark, puis elle est transférée vers l'Italie sur la côte Adriatique en décembre 1944 au sein du LXXXVII. Armeekorps de la 10. Armee. Sous la pression des forces alliées, elle se replie d'abord sur Venise, puis, rattachée à la 6. Panzerarmee, à travers la Hongrie et en Autriche avant de se rendre à la 71e division d'infanterie américaine près de Steyr à la fin de la guerre.

## Organisation

### Commandants
| Date                              | Grade                  | Commandant         |
| --------------------------------- | ---------------------- | ------------------ |
| 3 mai 1941 - 1er novembre 1944    | General der Infanterie | Theodor Petsch     |
| 1er novembre 1944 - 15 avril 1945 | Generalleutnant z.V.   | Rudolf-Eduard Lich |
| 15 avril 1945 - 8 mai 1945        | Generalmajor           | Walter Gorn        |

## Théâtres d'opérations
- Allemagne : Mai 1941 - Juin 1941
- Norvège : Juin 1941 - Décembre 1944
- Italie : Décembre 1944 - Janvier 1945
- Hongrie et Autriche : Janvier 1945 - Mai 1945

## Ordre de bataille
1941
- Infanterie-Regiment 730
- Infanterie-Regiment 740
- Artillerie-Abteilung 650
- Pionier-Kompanie 710
- Panzerjäger-Kompanie 710
- Nachrichten-Kompanie 710
- Versorgungseinheiten 710

1943
- Grenadier-Regiment 730
- Grenadier-Regiment 740
- I./Artillerie-Regiment 650
- Pionier-Bataillon 710
- Panzerjäger-Kompanie 710
- Nachrichten-Kompanie 710
- Versorgungseinheiten 710

1945
- Grenadier-Regiment 730
- Grenadier-Regiment 740
- Artillerie-Regiment 650
- Pionier-Bataillon 710
- Panzerjäger-Abteilung 710
- Nachrichten-Abteilung 710
- Feldersatz-Bataillon 710
- Versorgungseinheiten 710